# Parc animalier des monts de Guéret
 (avril 2024).
Le parc animalier des monts de Guéret est un parc zoologique situé au lieu-dit Badant, sur le territoire des communes de Savennes, Guéret et Sainte-Feyre, dans le département de la Creuse, dans le petit massif des monts de Guéret, au cœur de la forêt de Chabrières.
Ouvert en 2001, il accueille une cinquantaine de loups en semi-liberté sur six enclos dont le plus grand atteint 19 300 m2. Il est géré par la Communauté d'agglomération du Grand Guéret.

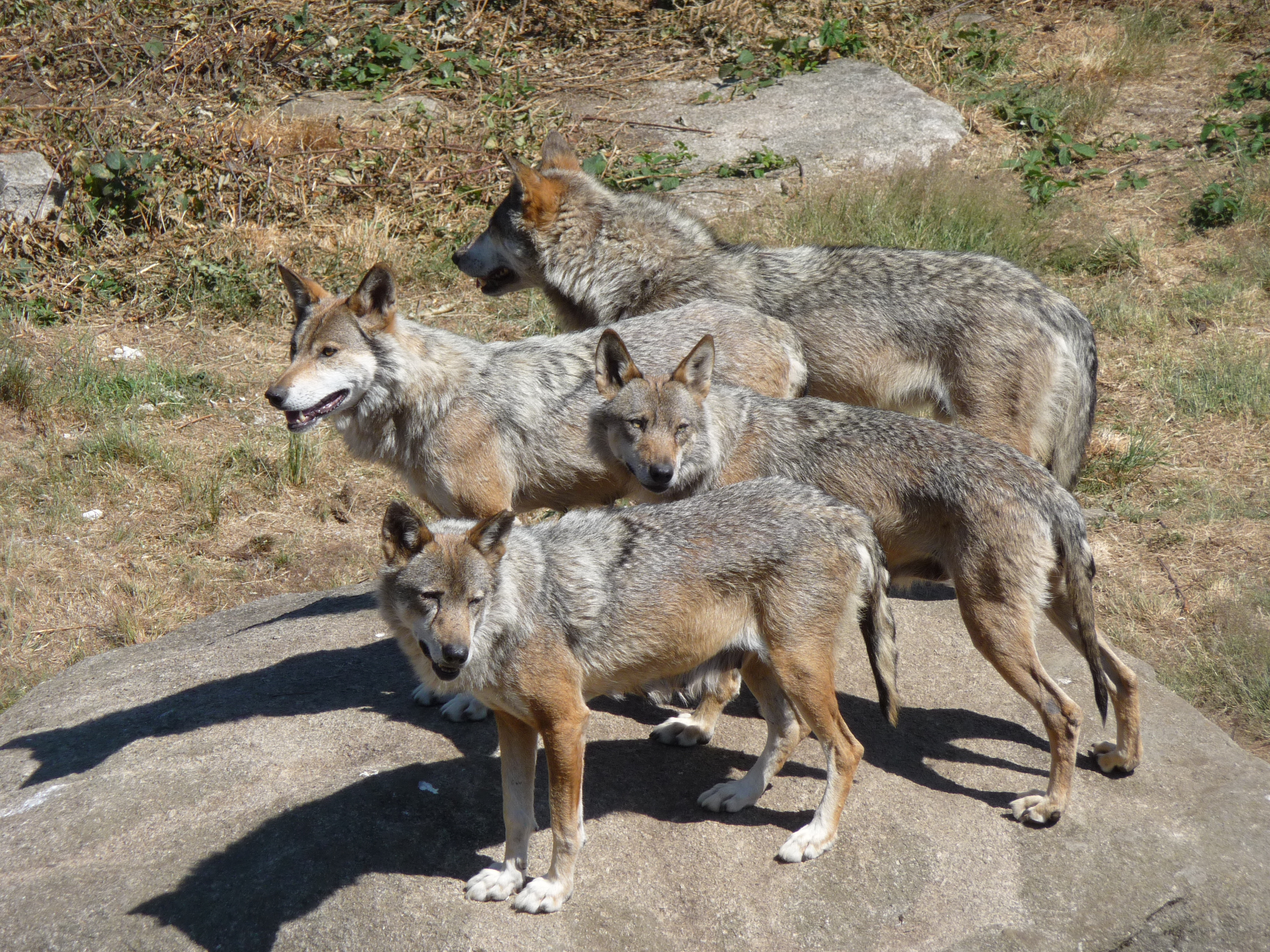
Des loups du parc animalier des monts de Guéret.

Il comprend en outre un espace muséographique. Il se situe à proximité du labyrinthe géant des Monts de Guéret.

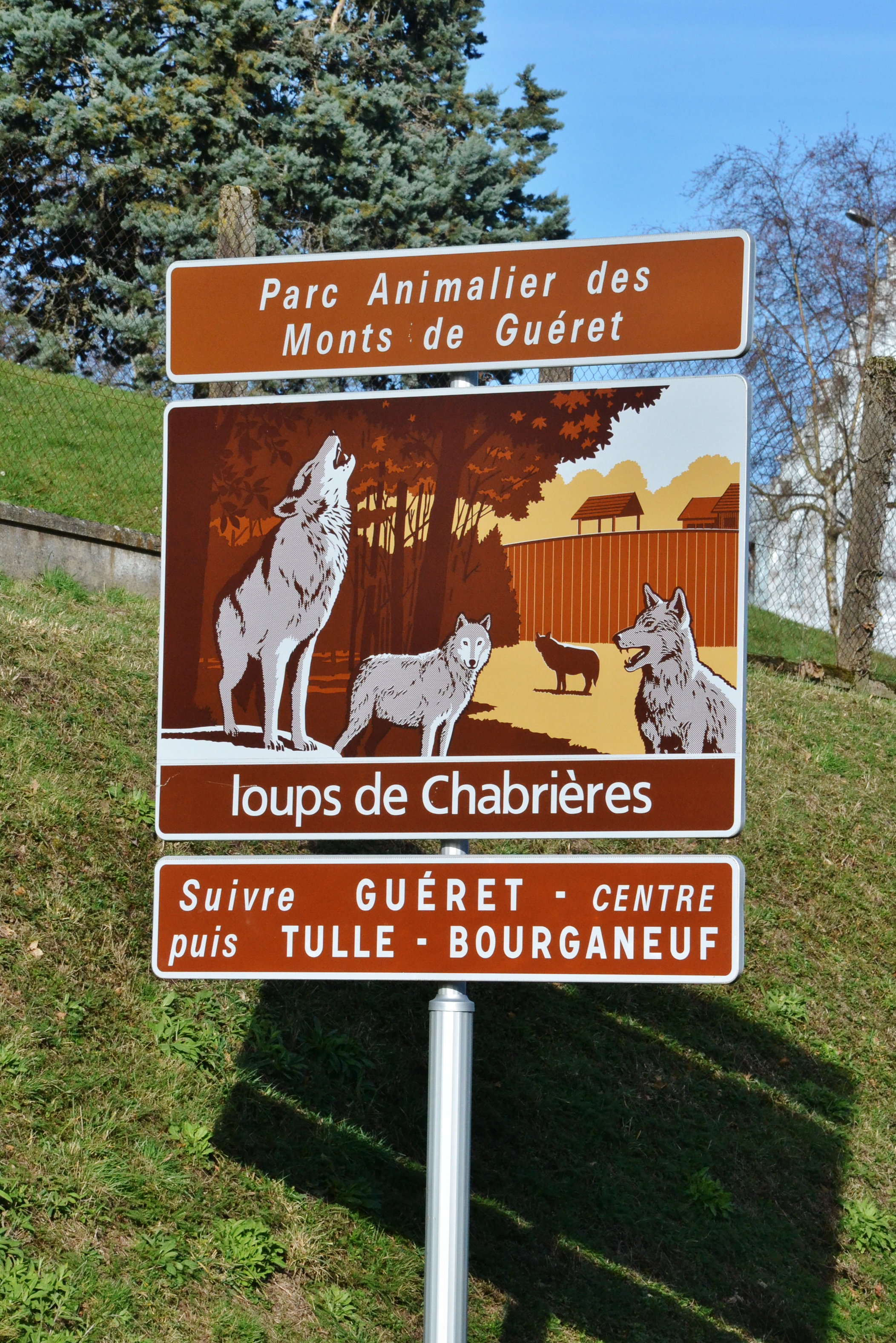
Panneau touristique indiquant le parc à l'entrée de Guéret.

En 2012, le parc a reçu environ 40 000 visiteurs.